# Цветана Кръстева
Цветана Кръстева е българска биатлонистка.
На световното първенство във Файстриц през 1989 година печели сребърен медал в спринта – първият сребърен медал на български състезател на световно първенство по биатлон, както и в щафетата, заедно с Мария Манолова и Надежда Алексиева. На световното първенство през 1990 година печели бронзов медал в отборното класиране, заедно с Мария Манолова, Ива Шкодрева и Надежда Алексиева.